# Doodsbloei
Doodsbloei is een 252 gedichten tellende poëziebundel van Pieter Boskma, verschenen in 2010. De bundel is het eerste deel van een trilogie over de verwerking van rouw en verlies waarvan ook Mensenhand uit 2012 en Zelf uit 2014 deel uitmaken. De dichter zelf omschreef zijn gedichten als 'bevrijde sonnetten', omdat ze soms een regel meer tellen of anderszins afwijken van de strakke vorm van het sonnet.  

## Inhoud
De bundel beschrijft de ziekte en de dood van Monique, de lange rouwperiode van haar man en diens pogingen om een jaar later de draad weer op te pakken en het contact met de wereld te herstellen. Nu zijn geliefde deel uitmaakt van het landschap neemt de dichter alles waar als een teken uit het hiernamaals, zoals de beweging van duingras, de weerspiegeling van de zon in een meertje en zelfs de vliegtuigstrepen aan de lucht. 'Ik dacht aan Laura en Petrarca, Romeo en Julia, Beatrice en Dante,// en wist dat ik niet rusten zou, totdat/ ook wij in dat gezelschap waren/ opgenomen.' Deze megalomane ambitie kan op een schamper onthaal van de schim van de vrouw rekenen: 'Voor minder doe je het nog altijd niet: de allergrootsten der geschiedenis...'

## Structuur
De bundel bestaat uit drie delen, elk met een epiloog. Het eerste deel, 'Einde' genaamd, is voor Janita Monna het meest lyrische. Hierin probeert de ik-figuur zijn geliefde terug te vinden in de duinen en aan zee. De sonnetten uit deel twee, 'Terug', typeert Monna als bijna surrealistisch. Net als Dante en Beatrice in De goddelijke komedie en Orpheus en Eurydice uit de mythologie begeeft de dichter zich in het dodenrijk met de schim van zijn vrouw als gids. Het derde deel,'Opnieuw', beschrijft de terugkeer in de werkelijkheid.

## Ontstaan
Twee maanden na het overlijden van zijn vrouw schreef Boskma het eerste van 332 gedichten, waaruit er 252 werden gekozen voor de bundel. Het selectiecriterium daarbij, zo vertelde Boskma aan dagblad Trouw, was niet de kwaliteit van de gedichten, maar hun belang voor de voortgang van het verhaal of om de lezen even een luchtiger toets te bieden. Boskma zette zich elke dag aan de tafel in zijn huis te Heiloo en werkte gedurende zeven maanden met een ijzeren dagindeling, 'als een monnik': elke dag begon met een urenlange wandeling door de duinen, waarbij de dichtregels opkwamen, en daarna schreef hij tussen twee en zes uur 's middags twee tot drie gedichten. Boskma omschreef zijn gedichten als 'bevrijde sonnetten', vanwege het loslaten van de strakke vorm van veertien regels en het gebruik van halfrijm en variërende ritmes. Al aan het begin was de grote omvang een gegeven: 'Het wordt een monument voor Monique, dan kan ik niet met tien gedichten aankomen. Een enorme kreet, wilde ik, geen sereen ding.'

## Receptie
Poëziecriticus Piet Gerbrandy van De Groene Amsterdammer meent dat de bundel haar kracht niet ontleent aan de literaire kwaliteit van individuele gedichten, maar aan het grotere verband waarin deze door de grote omvang van de bundel zijn opgenomen. De gedichten zijn vaak 'kreupele', van extra versregels voorziene sonnetten, door Gerbrandy in verband gebracht met de Canzoniere van Francesco Petrarca. Voor de volhardende lezer bevat de bundel de nodige juweeltjes, maar veel is in de ogen van Gerbrandy tenenkrommend en gênant, zoals het gesprek met de Dood, de staking van Magere Hein en het nalopen van de vakantiebestemmingen die het paar in de loop van 34 jaar aandeed. Toch is het ook deze volharding in kitsch die de bundel voor Gerbrandy interessant maakt. Onder de juweeltjes schaart Gerbrandy de erotische gedichten en de poëzie in de stijl van Herman Gorters sensitieve verzen, strofen die 'wel eens tot de Nederlandse klassieken van de 21ste eeuw kunnen gaan behoren.'